# Sonja Snacken
Sonja Snacken (Gent, 13 november 1955) is een Belgische criminologe verbonden aan de VUB en van 1999 tot 2009 ook aan de Universiteit van Gent.

## Biografie
Snacken studeerde af in de rechten in 1978 en als criminologe in 1980, waarna ze een doctoraat begon en dit behaalde in 1985 aan de Vrije Universiteit Brussel. Vanaf 1986 kreeg ze aan de VUB de titel van professor en vanaf 1991 was dit fulltime. Van 1999 tot 2009 was Snacken ook verbonden aan de Universiteit van Gent als deeltijdse prof. Zij was Research Fellow aan het Straus Institute for the Advanced Study of Law and Justice, School of Law, New York University (2010-2011) en is Collaborateur-membre van het Centre International de Criminologie Comparée, Université de Montréal, sinds 2010.
Daarnaast nam ze ook enkele mandaten op waaronder het voorzitterschap van de European Society of Criminology en van de Council for Penological Cooperation van de Raad van Europa.
Zij leidde meer dan 40 onderzoeksprojecten, publiceerde 8 boeken en meer dan 80 internationale publicaties, waaronder het boek Principles of European Prison law and Policy Penology and Human Rights (met Dirk van Zyl Smit, Oxford University Press, 2009). 
Van september 2016 tot september 2018 was ze vicerector Internationaal Beleid aan de Vrije Universiteit Brussel.

## Erkentelijkheden
- Belgische Francqui-Leerstoel, Université Catholique de Louvain, 2008-2009
- 2010 - Excellentieprijs van het Fonds voor Wetenschappelijk Onderzoek (de zogezegde Vlaamse Nobelprijs)
- 2015 - European Criminology Award for lifetime contribution as European criminologist, door de European Society of Criminology.